# Slaget om England (film)
Slaget om England er en film fra 1969 instrueret af Guy Hamilton og produceret af Harry Saltzman og S. Benjamin Fisz. Filmen omhandler i store træk begivenhederne i Slaget om England i 1940. Filmmanuskriptet var skrevet af James Kennaway og Wilfred Greatorex på grundlag af bogen The Narrow Margin af Derek Wood og Derek Dempster.
Filmen forsøgte at være en akkurat beskrivelse af slaget om England, hvor det britiske luftvåben i sommeren og efteråret 1940 tildelte det tyske Luftwaffe et strategisk nederlag, som førte til at den tyske plan om invasion af Storbritannien, Operation Seelöwe, blev opgivet. Den store strategiske sejr til de undertallige britiske piloter blev opsummeret af Winston Churchill i de udødelige ord: "Aldrig i krigens historie har så mange skyldt så meget til så få".
Filmen er bemærkelsesværdig for sine imponerende optagelser af luftkampe, som minder om dem man havde set i Angels One Five (1952) men i et langt større omfang end tidligere set på film. De gjorde filmen meget dyr at fremstille. Filmen vises jævnligt i TV.

## Handling
Slaget om England forsøger at genskabe de historiske begivenheder omkring en af 2. Verdenskrigs største kampe. Filmen indleder med det forudgående slag om Frankrig i maj-juni 1940, hvor RAF piloterne bliver tvunget til et hastigt tilbagetog til Storbritannien. I det neutrale Schweiz fremlægger baron von Richter (Curt Jurgens) et officielt forslag om fredsbetingelser til den britiske ambassadør Sir David Kelly (Ralph Richardson), og siger bl.a. at det er håbløst at kæmpe mod tyskerne. Kelly afviser dette og erklærer med hævet stemme, at Storbritannien vil kæmpe til det sidste.
Samtidig erkender RAF luftmarskal Hugh Dowding (Laurence Olivier) at en kommende invasion af Storbritannien kun kan stoppes ved indsættelse af alle til rådighed stående fly og piloter og ikke tillader at yderligere styrker kan indsættes andre steder i Europa. Premierminister Winston Churchill erklærer, at slaget om Frankrig er slut og at slaget om England skal til at begynde.
Gennem en række scener, som blander historiske med fiktive personer dokumenterer filmen RAF's bestræbelser på at forberede sig på og efterfølgende udkæmpe en enorm kampagne for at forsvare Storbritannien. Forsøgene på hurtigt at uddanne nye piloter lader først til at være håbløse, da de britiske, commonwealth og andre allierede piloter ikke har den samme kamperfaring som deres modstandere i Luftwaffe, og bliver nedskudt i stort tal. Da angriberne skifter fra at angribe skibsfart i kanalen til at angribe flyvepladser i Sydengland vokser presset, og det når et klimaks med den såkaldte "Adlertag". Ved et uheld bliver London bombet og RAF gør straks gengæld mod Berlin. Adolf Hitler bliver rasende og forlanger at London skal jævnes med jorden.
Med denne uheldige indblanding i Luftwaffes operation letter presset på RAF, mens det bliver byen London som bliver udsat for kraftige angreb. Da bombeangrebene på flyvepladserne tager af, får RAF mulighed for at komme til hægterne igen. Der kommer nye piloter til de britiske eskadriller og polske og tjekkiske enheder, som var været under træning bliver også indsat. Mens strømmen skifter også en invasion af de britiske øer bliver udskudt ender filmen med luftslaget nærmer sig afslutningen sidst i 1940 og Churchills erklæring om de "få" og deres rolle i at redde Storbritannien fra invasion.

## Skuespillere
Filmen har en stor stjernebesat rolleliste. Den var bemærkelsesværdig i sin tid for at benytte tyske skuespillere der talte tysk med undertekster.

### Briterne
- Laurence Olivier som Air Chief Marshal sir Hugh Dowding, øverstkommanderende for RAF Fighter Command.
- Trevor Howard som Air Vice-Marshal sir Keith Park, øverstkommanderende for RAF i Sydengland.
- Patrick Wymark som Air Vice-Marshal Trafford Leigh-Mallory, øverstkommanderende for Østengland.
- Christopher Plummer som canadisk jagerpilot Colin Harvey. Da Plummer er canadier, anmodede han om, at hans rolles uniform fra RAF havde canadiske insignier.
- Michael Caine som Squadron Leader Canfield
- Ralph Richardson som den britiske ambassadør i Schweiz.
- Robert Shaw som en unavngiven eskadrillechef, der omtales som "Skipper": RAF slang for en ledende officer. Det eneste andet navn han er kendt under er hans kaldenavn, "Rabbit Leader".
- Susannah York som WAAF officer Maggie Harvey, Colins kone.
- Ian McShane som Sergeant Pilot Andy
- Kenneth More (som havde spillet Douglas Bader i Reach for the Sky 12 år tidligere) som flyveroberst Barker, stationsleder på RAF Duxford.
- Edward Fox som flyverløjtnant Archie.

### Tyskerne
- Curd Jürgens som den tyske ambassadør i Schweiz.
- Hein Riess, en musicalstjerne, som rigsmarskal Hermann Göring, den øverstkommanderende for det tyske Luftwaffe.
- Manfred Reddemann som en glamourøs cigarrygende major Falke, en rolle som var inspireret af Luftwaffe-esset Adolf Galland. En af scenerne indeholder en kort ordveksling baseret på det som Galland (som i en alder af 30 år blev den yngste Luftwaffegeneral) sagde til Göring, da Göring spørger om der er noget Falke mangler og Falke svarer, Javel herr rigsmarskal, en eskadrille Spitfires!".

Ifølge den pjece, som blev udgivet sammen med filmen, havde Riess efter sigende selv engang mødt Göring under krigen. Galland fungerede som teknisk konsulent på filmen.

## Indspilning
Der var behov for et stort antal fly fra perioden ved indspilningen. I september 1965 kontaktede producenterne Harry Saltzman og S. Benjamin Fisz den tidligere flyveroberst i Bomber Command, Hamish Mahaddie for at få ham til at finde flyene og arrangere at de kunne benyttes. Det endte med at 100 fly blev benyttet, hvilket blev kaldt det "35. største luftvåben i Verden. Med Mahaddie's hjælp fandt producerne 109 Spitfire-fly i Storbritannien, hvoraf 27 kunne lånes, om end kun 12 kunne flyve.
Mahaddie fik fat i 6 Hawker Hurricane-fly, hvoraf de tre kunne flyve. Filmen bidrog til at bevare disse fly, heriblandt en sjælden Spitfire Mk II som havde stået ved indgangen til RAF Colerne.
Under det faktiske slag var hovedparten af RAF's Spitfires Mk I og Mk II. Der var imidlertid kun en Mk Ia og en Mk IIa som kunne gøres flyveklar så producenterne måtte anvende syv andre varianter, som alle var yngre end Slaget om England. For at opnå en vis grad af ensartethed foretog producerne nogle modifikationer så flyene kom til at ligne hinanden mest muligt, herunder eliptiske vingespidser, tidlige tag over cockpit m.v. For fans af klassiske fly blev de kendt som "Mark Haddies" (en hentydning til Group Captain Mahaddie). Et par tosædede trænings-Spitfirefly blev til kameraplatforme for at få realistiske luftoptagelser. En sjælden Hawker Hurricane XII var blevet genopbygget af canadieren Bob Diemert, som fløj sit fly i filmen. 8 Spitfire-fly, som ikke kunne flyve, og to Hurricanes blev brugt som en del af kulisserne og den ene af de to Hurricanes kunne endda taxie omkring.
En North American B-25 Mitchell, der blev fløjet af piloterne John "Jeff" Hawke og Duane Egli, var den primære kameraplatform for optagelser i luften. Den blev malet i skrigende farver, så den var nemmere at få øje på og vurdere hvad vej den fløj. Da det farvestrålende fly ankom til Tablada flyvestationen i Spanien om eftermiddagen den 18. marts 1968 bemærkede den assisterende instruktør Derek Cracknell at "Det er et fandens stort psykedelisk monster", hvorefter flyet blev kaldt det psykedeliske monster. 
Som tyske fly benyttede producenterne 32 CASA 2.111 to-motorede bombefly, en spanskbygget udgave af det tyske Heinkel He 111 H-16. De fandt også 27 Hispano Aviación HA-1112 M1L "Buchon" enkelt-motorede jagerfly, spanske udgaver af de tyske Messerschmitt Bf 109. Buchon-jagerne blev ændret så de mere lignede rigtige Bf 109E modeller, med tilføjelse af attrapmaskingeværer og -maskinkanon, stivere til haleplanet og fjernelse af de afrundede vingespidser. De spanske fly var udstyret med britiske Rolls-Royce Merlin motorer, og alle de anvendte fly – britiske og "tyske" havde således samme motor. Efter at filmen var færdigindspillet, blev en HA-1112 givet til det tyske Luftwaffenmuseum der Bundeswehr, og konvertereret til en Messerschmitt Bf 109 G-2 model med insignierne fra det tyske luft-es Gustav Rödel.
For at genskabe nogle Junkers Ju 87 Stuka styrtbombere konverterede filmselskabet to Percival Proctor træningsfly til Stukaer i halv størrelse med knækkede vinger – kaldet "Proctukas". Til at gengive de stejle dyk under et Stuka angreb blev der anvendt store radiostyrende modeller. Radiostyrede Heinkel He 111 modeller blev også bygget og fløjet så det lignede bombefly, der blev ødelagt over Den engelske kanal. Da de så billederne fra den første nedskydning bemærkede producenterne en antenne der stak ud, det blev forklaret ved at tilføje en scene hvor kontrolkablerne i en Heinkel ses blive skudt over.
To "Heinkel" og de 17 fungerende "Messerschmitt" (inkl. en tosædet HA-1112-M4L, der blev brugt til træning og som kameraplatform) blev fløjet til England for at afslutte optagelsen. I scenen hvor den polske eskadrille bryder af for at angribe, var de tre fjerneste Hurricanes Buchons, som havde fået markeringer som Hurricanes, da der ikke var nok fungerende Hurricanes. Ud over kampflyene blev der anvendt to spanskbyggede Junkers Ju 52 transportfly.
I England foregik filmatiseringen ved Duxford, Debden, North Weald og Hawkinge, som alle var i brug under slaget – en overlevende hangar fra 2. Verdenskrig på Duxford blev sprængt i luften og ødelagt i Adlertag-sekvensen. Noget af filmatiseringen foregik også på Bovingdon, som havde været en base for bombefly.
Dårligt vejr generede filmatiseringerne i Storbritannien, så for at afspejle det skyfrie vejr i sommeren 1940 blev mange opadvendte optagelser foretaget i Spanien mens de nedadvendte optagelser næsten alle blev taget under skyerne i det sydlige England, hvor markerne er let genkendelige. Camouflagemalingen i 1940 gjorde det svært at se flyene mod jorden og mod himlen, så der blev så vidt muligt anvendt en skyet baggrund. Kun en enkelt Spitfire blev sendt til Spanien for at fungere som en af RAF forsvarerne.
En anden af de tidlige scener var en genskabelse af Dunkerque, som blev optaget ved stranden i Huelva i Spanien. Først senere opdagede instruktørerne, at det var der vildledningsoperationen Operation mincemeat var blevet gennemført, hvor tyskerne blev ført bag lyset til at tro at forfalskede papirer på et ilanddrevet lig var ægte, og at de allierede ville invadere Sardinien i stedet for Sicilien.
Filmatiseringen i London blev fortrinsvis foretaget i St Katharine Docks området hvor gamle huse var under nedrivning. Delvis nedrevne bygninger forestillede udbombede huse og andre blev sat i brand. St Katharine Docks var et af de få områder i Londons East End, som overlevede bombardementerne. Mange statister var overlevende fra Blitzen. Aldwych undergrundsstationen, der havde været brugt som tilflugtsrum under krigen blev også benyttet som kulisse. Næsten alt det gamle udstyr fra London Fire Brigade Museum blev anvendt i filmen.
Scenerne fra RAF Fighter Command blev filmatiseret på RAF Bentley Priory, hovedkvarteret for Fighter Command. Air Chief Marshal Hugh Dowdings oprindelige kontor, med de oprindelige møbler blev anvendt.

### Historisk akkuratesse
Filmen er generelt trofast overfor hændelserne om end nogle af figurerne er kædet sammen. Det holdes fast i den klassiske opfattelse at tyskerne mistede deres taktiske fordel ved at skifte over fra at bombe RAF's flyvepladser til at bombe London som hævn for RAF angreb på Berlin. Senere forskning var har kastet tvivl på den teori og hævdet at skiftet skete fordi tyskerne troede at de havde nedkæmpet RAF eller mente at forøget produktion af fly betød at RAF aldrig ville helt nedkæmpet (hvilket lyder underligt, da det afgørende var antallet af til rådighed stående piloter).
Filmen indeholder en sekvens som handler om begivenheder den 15. august 1940 hvor Luftwaffe forsøgte at overvælde jagerforsvaret ved samtidige angreb på Nord- og Sydengland. Angrebet nordfra kom over Nordsøen fra Norge og bestod af Heinkel He-111 bombere eskorteret af Messerschmitt Bf 110 lang-distance jagere. Angrebet blev stoppet af Spitfire-fly og led store tab, hvilket fik Luftwaffe til at opgive dagangreb fra Norge. Filmens producere havde ikke adgang til Bf 110 fly eller kopier og det angives at Heinkel-flyene var uden eskorte fordi Luftwaffe ræsonnerer at "selv en Spitfire kan ikke være to steder samtidig."
Robert Shaws person "Eskadrillechef Skipper" er løst baseret på Squadron Leader Sailor Malan, et sydafrikansk flyveres og leder af No. 74 Squadron under slaget. Scenerne i det britiske operationscenter hvor der lyttes til deres jageres radiotransmissioner har kun dramatisk effekt. Operatørerne modtog information via telefon fra sektorflyvepladserne. Scenerne i slutningen hvor RAF's piloter pludselig ser ud til at kede sig og vente på at Luftwaffe vender tilbage er også opdigtet. Slaget aftog i løbet af nogle uger efter kampen den 15. september. 31. oktober anses for den officielle afslutning på slaget.
Konfrontationen mellem Dowding, Keith Park og Trafford Leigh-Mallory er opdigtet. Der var spændinger mellem de to, men ikke i denne grad. Filmen omtaler ikke, at efter slaget blev Dowding og Park erstattet med Sholto Douglas og Leigh-Mallory selv om de havde bevist at Leigh-Mallorys teori om en stor eskadrille ikke fungerede.
Dowding var skotte, hvilket Laurence Olivier ikke var klar over, men da Dowding havde fået sin uddannelse på Winchester College, er det usandsynligt at han fortsat talte med accent (Dowding mødte Olivier mens filmen blev indspillet, som vist i dokumentarfilmen på den britiske DVD udgivelse; så Olivier kendte Dowdings stemme).
Luftwaffe anvendte mange Dornier Do 17 og Junkers Ju 88-bombefly i Slaget om England, men da filmselskabet ikke kunne skaffe flyvedygtige eksemplarer, blev de udeladt i filmen.
En overspringelse i slutningen af filmen, hvor tabene listes op. Filmen omtaler ikke det italienske luftvåbens tab – selv om de først kom i november 1940, efter at slaget officielt var tilendebragt. Regia Aeronautica omtales ikke i filmen.
Der blev ikke gjort forsøg på at genskabe lyssporsammunition.
Görings tog i filmen er spansk og ikke tysk eller fransk, og damplokomotivet blev først taget i brug af de spanske jernbaner i 1951.

## Citater der huskes
- Drenge ser tyske fly nærme sig:

Dreng 1:"Messerschmitts!"
Dreng 2:"'Einkels!"
Dreng 1:"Messerschmitts!"
Dreng 2:"No they ain't, they're 'Einkels!"
- Den britiske ambassadørs svar på et tysk ultimatum:

"Vi er ikke lette at skræmme. Vi ved også hvor svært det er for en hær at krydse kanalen – det gik i vasken for den sidste lille korporal der prøvede. Så lad være med at true eller diktere til os før i kommer marcherende op ad Whitehall! ... og selv da vil vi ikke lytte!"
- Ambassadørens afsluttende bemærkning (til sin kone): "Det er utilgiveligt. Jeg blev hidsig."

- Da den engelske pilot "Simon" glemmer at slå landingshjulene ned, må han flyve en ekstra runde. To af de mere erfarne piloter citerer chefen:

Flyverløjtnant Archie: "Man kan lære..."
Sergeant Pilot Andy falder ind: "...aber at flyve bedre end det der!"
- En gruppe tyske fanger ankommer til en udbombet flyveplads:

Eskadrillechef Skipper: "Hvor fører I de gribbe hen?"
RAF-underofficer: "Officerer til messen, underofficerer til vagtrummet, Sir."
Eskadrillechef Skipper: "Nej pokkerme nej. De er ansvarlige for alt det her" (viser med en håndbevægelse ødelæggelserne), "sæt dem til at rydde op!"
Underofficer: "Men hvad med officererne, Sir?"
Eskadrillechef Skipper: "Giv dem en skide skovl!"
- Leigh-Mallory og Park, i Dowdings kontor:

Leigh-Mallory: "Det er bedre at skyde 50 bombefly ned efter at de har ramt målene end 10 før."
Park: "Husk på, at målene er mine flyvepladser, Leigh-Mallory, og de skyder ikke 50 ned, du rammer ikke engang 10!"
- Sergeant Pilot Andy, dukker efter at være blevet skudt ned op i døren til hangaren.

Eskadrillechef Skipper: "Hvor helvede har du været?"
Pilotsergent Andy: "Til svømmeundervisning."
Eskadrillechef Skipper: "Fik du ham?"
Sergeant Pilot Andy: "Alt hvad jeg fik var nok af Den engelske kanal."
- Tilkaldt til Berlin for at blive straffet for ved et uheld at have bombet London, kører major Brandt og hans navigatør igennem den klart oplyste by.

Navigator: "Har de ikke hørt om mørklægning?"
Brandt: "Du hørte hvad Göring sagde – 'Hvis der blot falder en enkelt bombe på Berlin må De kalde med Meier'".
Gadelysene går pludselig ud, luftalarmen lyder og der er forvirring i gaderne. Søgelys afsøger himmelen og antiluftskyts begynder at skyde. Brandt og hans navigatør står ud af bilen og kigger op på himlen.
Navigator: "Nu hedder vi alle Meier..."
- Göring der med stolthed ser på en stor formation af tyske fly på vej mod England:

"Hvis vi taber krigen nu, river de røven op på os!').
- Efter at flyvepladsen er blevet bombet råber, Warrant Officer Warwick, en typisk aggressiv overordnet underofficer, der er lavere i rang end WAAF Officer Harvey, en ordre til hende et stykke borte:

Warwick: "Sluk den cigaret! Hovedlinierne er ramt, kan De ikke lugte gas?"
Harvey (venter et øjeblik og råber så tilbage): "Lad være med at råbe ad mig, Mr. Warwick!"

## Musikken
Filmen har to sæt musik. Det første blev skrevet af Sir William Walton og dirigeret af Malcolm Arnold. Musikafdelingen i United Artists hævdede imidlertid at den for kort. Som følge heraf blev der bestilt endnu et sæt musik fra Ron Goodwin. Produceren S. Benjamin Fisz og skuespilleren Sir Laurence Olivier protesterede mod denne beslutning, og Olivier truede med at få sit navn fjernet fra plakaten. Det endte med at et stykke af Walton-musikken med titlen The Battle in the Air, som var underlægning til det klimatiske luftslag den 15. september 1940, blev beholdt i den endelige udgave. Waltons musik blev spillet uden lydeffekter i form af flymotorer eller kanonild, hvilket gav denne sekvens en overjordisk, lyrisk kvalitet. Båndene med Waltons musik var troet tabt indtil de blev fundet igen i 1990. Siden er musikken blevet restaureret og udsendt på CD. Hele Walton-musikken blev medtaget som en ekstra bonus på den udgave af filmen, der blev udsendt på DVD i Europa i juni 2004.
Til teksterne i indledningen komponerede Goodwin Aces High March i traditionel tysk marchstil i 2/4 takt. Marchen lægger vægt på lyden af tubaer og dybe horntorner på første og andet slag og lader et klokkespil gentage hornene i melodien. På grund af længden af de indledende tekster, som også omfatter at en general inspirerer en nyligt besat luftbase i Frankrig har stykket tre adskilte broer mellem omkvæd og hovedtemaet.

## Indflydelse
Der blev både udsendt en indbundet og en paperback-bog om filmen i 1969.
Brugen af rigtige fly i flysekvenser har ført til at en række efterfølgende film har benyttet filmstumper fra Slaget om England.
- Scenen med en beskadiget Heinkel bombefly der udsender røg og taber højde blev brugt i filmen Adolf Hitler: My Part in his Downfall (1972).
- Korte klip fra den store "Slaget i luften" sekvens blev anvendt i Baa Baa Black Sheep tv-serien (1976–1978).
- En bid af lydsporet fra en af luftkampene brugtes på Pink Floyd pladen The Wall (1979) i begyndelsen af "Vera".
- Billeder af Bf-109-fly der eksploderer og styrter ned i Den engelske kanal blev indlagt i begyndelsen af "Skeet Surfing" musikvideoen i parodifilmen Top Secret! (1984).
- Nogle af Stukasekvenserne blev genbrugt i BBC dramaserien No Bananas (1996).
- Udsnit fra filmen blev indlagt i den tjekkiske film Dark Blue World (2001).
- Mange luftoptagelser blev klippet ind i den amerikanske film Midway (1976). Spitfire- og Hurricane-fly forestillede F2A Buffalo og F4F Wildcat

I en episode af BBC-showet Top Gear i sommeren 2008 indeholdt en række referencer til filmen under en konkurrence mellem britiske og tyske værter fra biludsendelser. Referencerne omfattede at BBC-showets værter, Jeremy Clarkson, James May og Richard Hammond hver især ankom i Spitfire-fly med underlægningsmusik fra filmen, og Clarkson citerede fra filmen: "Vi er alene, vi forsøger at vinde tid, og den løber fra os!"

## Eksterne Henvisninger
- Slaget om England på Internet Movie Database (engelsk)
- Slaget om England på Filmdatabasen
- Slaget om England i Svensk Filmdatabas (svensk)
- Slaget om England på AlloCiné (fransk)
- Slaget om England på MovieMeter (nederlandsk)
- Slaget om England på AllMovie (engelsk)
- Slaget om Englands profil hos Encyclopædia Britannica Online (engelsk)
- Slaget om England på Turner Classic Movies (engelsk)
- Slaget om England på The Movie Database (engelsk)
- Slaget om England på Rotten Tomatoes (engelsk)